# Томак, Евгений
Томак, Евгений (рум. Eugen Tomac, род. 27 июня 1981 года) — румынский политик, бывший член румынского парламента, в настоящее время член Европейского парламента. Он был президентом Партии народного движения с 2015 по 2020 гг.
Родился в Южной Бессарабии, Озёрное (рум. Babele). В возрасте 17 лет переехал в Румынию. В 2003 году окончил исторический факультет Бухарестского университета. Является профессором истории в Институте Евдоксий Гурмузаки для румын во всем мире.
В дополнение к позициям парламентской и MEP, Томак также был советником Президента Трая́н Бэсе́ску по внешней политике и международным отношениям.
Он поддерживает Движение за объединение Румынии и Молдавии.